# قتل امیرمحمد خالقی
در شامگاه ۲۴ بهمن ۱۴۰۳، امیرمحمد خالقی درمیان دانشجوی ایرانی ۱۹ ساله رشتهٔ مدیریت دانشگاه تهران بود که هنگام مراجعه به خوابگاه دانشگاه، توسط دو سارق موتورسوار مورد حمله قرار گرفت و صبح روز بعد درگذشت. قتل این دانشجو باعث خشم عمومی و انتقاد گسترده به سیستم امنیتی جمهوری اسلامی ایران شد.
در پی این حادثه، رئیس‌جمهور مسعود پزشکیان به حسین سیمایی صراف وزیر علوم، تحقیقات و فناوری مأموریت داد که موضوع قتل این دانشجو را به‌طور جدی پیگیری کند. در ۳۰ بهمن اعلام شد که عاملان قتل خالقی دستگیر شده‌اند.
به گفته یکی از اعضای کمیسیون آموزش مجلس شورای اسلامی و همچنین شورای اسلامی شهر تهران قرار است یک خیابان و یک مدرسه در کوی دانشگاه تهران به نام این دانشجو گذاشته شود. دانشگاه تهران قرار است یک مدرسه در روستای زادگاه امیرمحمد خالقی احداث کند و همچنین قرار است یکی از بلوارهای شهرک فرهیختگان بیرجند در نزدیکی دانشگاه بیرجند به نام این دانشجوی نخبه گذاشته شود.

## زمینه

### کوی دانشگاه تهران
کوی دانشگاه تهران یکی از خوابگاه‌های دانشجویی دانشگاه تهران است و پیش‌تر مکان اعتراضات دانشجویی سرکوب‌شده (شامل حملات سال ۱۳۷۸ و ۱۳۸۸) بوده است.
این حادثه درحالی اتفاق افتاد که در آن روز اطراف دانشگاه تهران، به دلیل فراخوان‌ها برای رفع حصر رهبران جنبش سبز، به شدت امنیتی بود.

### زندگی‌نامه
امیرمحمد خالقی درمیان در روستای درمیان در خراسان جنوبی به دنیا آمد و ۱۹ سال داشت. او دو برادر و دو خواهر داشت. پدرش کشاورز و امام جماعت اهل سنت مسجد روستا بوده است. به گفتهٔ اقوامش یکی، دو سال تحصیلی‌اش را به شکل جهشی گذرانده بود و روستای محل زندگی‌اش تنها ۴ دانش‌آموز داشت. او دانشجوی رشتهٔ مدیریت کسب و کار بود که با کسب رتبه ۸۰۰ کنکور وارد دانشگاه تهران شد. او به‌تازگی ترم چهارم تحصیلی خود را آغاز کرده بود. روز حادثه در واقع اولین روز کاری او محسوب می‌شد.

## حادثه
خالقی در حوالی ساعت ۹ شب ۲۴ بهمن ۱۴۰۳ در مسیر بازگشت به خوابگاه، مورد حمله دو سارق موتورسوار قرار گرفت. شاهدان عینی اعلام کردند که وی در تلاش برای دفاع از خود، با زورگیران درگیر و به شدت مجروح شد. ضربهٔ چاقو کتف، پهلو و قفسه سینهٔ او وارد شده بود. بلافاصله او به بیمارستان شریعتی منتقل شد، اما به دلیل شدت جراحات وارده، حوالی ساعت هفت‌ونیم روز بعد جان خود را از دست داد. مراسم تشییع پیکر خالقی در ۲۷ بهمن شهرستان درمیان برگزار شد.
به گفتهٔ اقوامش «گوشی و لپ تاپ هم با پول‌هایی که به سختی پس‌انداز کرده، خریده بود. برای همین آن روز در برابر سارقان مقاومت کرده است» و پدرش وضع مالی خوبی نداشته است. به گفتهٔ یکی از دانشجویان دانشگاه تهران، «دزدان در کوچه جنت خواستند لپ‌تاپ مرحوم خالقی را از او بگیرند که آن مرحوم مقاومت کرده و مجرمان با چاقو به مجرای تنفسی و قلب او آسیب زده و فرار کرده‌اند. حتی مرحوم خالقی با همان وضعیت دنبال موتور دویده و نهایتاً پس از چند ثانیه از پا افتاده است.» وی اضافه کرد: «روابط عمومی دانشگاه در ابتدا اعلام کرد حادثه قتل مرحوم خالقی، در اتوبان جلال اتفاق افتاده است تا این‌طور نشان دهند که حادثه ربطی به دانشگاه تهران نداشته است.»
کارآگاهان اداره دهم پلیس آگاهی تهران در بازبینی فیلم دوربین‌های مداربسته پی بردند خالقی در حالی که کوله‌پشتی بر دوش داشته و در نزدیکی ورودی خوابگاه بوده، دو مرد سوار بر موتور سیکلت به سمت او رفته و وقتی با مقاومت او مواجه شده‌اند یکی از آن دو از موتور پیاده شده و به سمت او حمله کرده است، اما وقتی خالقی کوله پشتی را از آنها گرفته، آنها با چاقو به او ضربه وارد کرده و سپس از محل جرم گریخته‌اند. مرکز اطلاع‌رسانی فراجا اعلام کرد که تعدادی از مظنونان شناسایی و بازداشت شده‌اند، اما اخبار در مورد دستگیری قطعی قاتلان را تکذیب کرد. قوه قضائیه و پلیس ایران در ۳۰ بهمن اعلام کردند عاملان قتل خالقی دستگیر شده‌اند.

## اعتراضات دانشجویی
قتل این دانشجو باعث خشم عمومی و انتقاد گسترده به سیستم امنیتی جمهوری اسلامی ایران شد. دانشجویان نسبت به آنچه که بی‌توجهی دانشگاه در تأمین امنیت خوابگاه‌ها عنوان کرده‌اند، معترض بودند و اعلام کرده‌اند که در گذشته نیز بارها در همان محل مورد حمله سارقان قرار گرفته‌اند.
جمعه ۲۶ بهمن ۱۴۰۳ جمعی از دانشجویان در کوی دانشگاه تهران در اعتراض به کشته‌شدن امیرمحمد خالقی تجمع اعتراضی برگزار کردند. تجمع به درگیری بین دانشجویان و نیروهای حراست و لباس‌شخصی‌ها انجامید و منجر به بازداشت چهار دانشجو و سپس آزادی موقت آن‌ها در روز بعد شد. به گفته حسین سیمایی صراف، وزیر علوم، تحقیقات و فناوری، در اعتراضات دانشجویان «تنها یک دانشجو به‌طور موقت بازداشت شد اما ساعتی بعد آزاد شد.»
در یک‌شنبه ۲۸ بهمن، دانشگاه تهران شاهد ادامه اعتراضات دانشجویی بود، در حالی که دانشجویان تحت فشار نیروهای امنیتی و حراست دانشگاه برای پایان دادن به اعتراضات خود قرار داشتند. در همین حال، مقامات دانشگاه خواستار مختومه شدن پرونده قتل یک دانشجو شدند و رسانه‌های حکومتی، از هر دو جناح، از حمایت از این اعتراضات خودداری کردند. این اعتراضات بخشی از موج گسترده‌تری از نارضایتی‌های عمومی در ایران است که علی‌رغم سرکوب‌های فزاینده، نه‌تنها کاهش نیافته، بلکه به اقشار مختلف جامعه نیز تسری یافته است.
شاهزاده رضا پهلوی از دانشجویان، استادان دانشگاه و سایر اقشار جامعه ایران خواست تا در حمایت از اعتراضات دانشجویان دانشگاه تهران نقش ایفا کنند. وی تأکید کرد که نباید اجازه داد قتل امیرمحمد خالقی و سرکوب دانشجویان از سوی جمهوری اسلامی بدون پیامد باقی بماند.

## واکنش‌ها
در پی این حادثه مدیرکل خوابگاه‌های دانشگاه تهران استعفا داد. سیمایی صراف گفت دو کیوسک نیروی انتظامی در نقاط «مورد نیاز جانمایی و نصب» خواهد شد.

### واکنش مقامات دولتی
در پی این حادثه، رئیس‌جمهور مسعود پزشکیان به حسین سیمایی صراف وزیر علوم، تحقیقات و فناوری مأموریت داد که موضوع قتل این دانشجو را به‌طور جدی پیگیری کند. همچنین، محمدرضا عارف معاون اول رئیس‌جمهور، طی تماس با وزیر کشور دستور ویژه‌ای برای بررسی و اطلاع‌رسانی به مردم را صادر کرد.
- مسعود پزشکیان رئیس‌جمهور یک هفته پس از این ماجرا، در جلسه مجمع عمومی فرهنگستان علوم پزشکی با اشاره به ماجرای این قتل در منطقه کوی دانشگاه تهران گفت: «قتل آن دانشجو هم به خاطر فقر و جهالت اتفاق افتاد.»[۱۹]
- احمدرضا رادان فرمانده کل انتظامی در پی این اتفاق، دستور پیگیریِ ویژه و سریعِ موضوع را به پلیس آگاهی کشور صادر کرد. سخنگوی پلیس نیز از تشکیل تیم‌های ویژه برای شناسایی عاملان این حادثه خبر داد.[۲۰]
- فاطمه مهاجرانی سخنگوی دولت در واکنش به حادثه رخ داده برای یکی از دانشجویان دانشگاه تهران بیان کرد که امنیت دانشجویان و آرامش خانواده‌های آنها وظیفه و اولویت دولت است.[۲۱]
- وزارت علوم با صدور پیامی، با ابراز تاسف از این حادثه خواستار رسیدگی جدّی و فوری به این رویداد شد.[۲۲]
- حسین سیمایی صراف، وزیر علوم، ضمن عذرخواهی از مردم و جامعه دانشگاهی، اعلام کرد که رئیس‌جمهور مأموریت ویژه‌ای برای پیگیری این حادثه به او داده است. وی تأکید کرد که اجازه نخواهند داد مسئله دانشگاه به بیرون دانشگاه کشیده شود. همچنین گفت که مدیریت خوابگاه‌ها استعفا داده و اقداماتی مانند نصب کیوسک‌های پلیس، دوربین‌های امنیتی و پایه‌های روشنایی در حال انجام است.[۲۳]
- دانشکدگان مدیریت دانشگاه تهران در اطلاعیه‌ای اعلام کرد: «فوت این دانشجو در خارج از محیط دانشگاه و در محدوده پل گیشا رخ داده و مسئولان دانشگاه بر حسب وظیفه، پس از اطلاع اولیه از همان شب به‌طور جدی در حال پیگیری موضوع هستند.»[۲۴]
- دادستانی عمومی و انقلاب تهران اعلام کرد یک شعبه ویژه، این پرونده را رسیدگی خواهد کرد.[۲۵]
- دانشگاه تربیت مدرس در پیامی ضمن ابراز همدردی با خانواده وی و دانشجویان دانشگاه تهران، پیگیری فوری و جدی این موضوع از سوی مسؤولان و ارتقای امنیت در فضاهای اطراف دانشگاه را خواستار شد.[۲۶]